# 一個複雜故事
《一個複雜故事》是一齣2013年香港電影，由周冠威導演和編劇，張學友、朱芷瑩和車婉婉領銜主演。電影劇本改編自亦舒的同名小說。《一個複雜故事》由九位香港演藝學院學生共同創作，周冠威以外其他八位同學負責攝影、錄音、剪接、後期製作等工作，是少數能夠在院線正式放映的學生作品。

## 劇情
由中國大陸來香港唸書的大學生劉雅子（朱芷瑩飾），為了替患了重病的哥哥籌募醫藥費，接受了區律師（車婉婉飾）的安排，秘密為富商妻子（應采兒飾）做代母並住在其大宅內直到分娩為止。可是後來富商妻子卻突然間終止合約，更要求雅子墮胎，雅子於是逃離富商大宅。但是富商郁彰（張學友飾）為了要取得她肚內雙胞胎的撫養權，追尋得雅子的下落，後來更愛上了雅子。至於雅子的同學羅振明（子義飾）卻又突然插手要當孩子的父親，區律師亦捲入其中……。

## 主要角色
| 演員      | 角色                 | 介紹                                                                               |
| 張學友    | 郁彰（友情演出）     | 富二代，熱愛藝術，並在大學教書，但亦因為錢的關係，很難找到不為錢而與他交往的朋友。 |
| 朱芷瑩    | 劉雅子               | 任代母籌錢救兄的中國大陸女生                                                       |
| 車婉婉    | 區錦兒               | 女律師                                                                             |
| 王紫逸[a] | 羅振明               | 劉雅子同學、男朋友                                                                 |
| 應采兒    | 陶家詩               | 郁彰妻子，前女星，嫁入豪門後一直無法懷孕，最後秘密找代母替她生孩子，以保其身份地位 |
| 葉德嫻    | Gipsy （友情演出）   | 士多老闆娘                                                                         |
| 劉天蘭    | 駱醫生（友情演出）   | 婦產科                                                                             |
| 金燕玲    | 台灣夫婦（友情演出） | 中環碼頭旁勸解的人                                                                 |
| 李歐梵    | 台灣夫婦             | 中環碼頭旁勸解的人                                                                 |
| 岑建勳    | 榮智海               | 區錦兒上司                                                                         |
| 盧海鵬    | 尹醫生               | 婦科醫生，負責為劉雅子完成人工授孕手術                                             |

## 製作
周冠威表示自從2004年在香港演藝學院畢業之後，一直在等待拍攝長片的機會。當他得知演藝學院推出MFA（Master of Fine Arts）課程，而修讀學生必須交出一部長片作為畢業作品時，他馬上選擇去讀。本來他想拍攝一個警察失蹤的故事作為畢業功課，不過因為規模太大而無法成事。結果院長舒琪建議他嘗試改編亦舒的小說。
周冠威透過出版社拿到亦舒的傳真號碼傾談版權問題。可是她一直沒有回覆，直到有一天她透過出版社回覆周冠威，說可以隨意改動小說劇情，而且亦舒自己也不會收版權費，只需要付版權費給出版社。張學友、葉德嫻、岑建勳、劉天蘭等一眾演員均無酬義助演出。

## 軼聞
- 本片的男主角「郁彰」原本由電影的投資者之一的杜琪峯提議由古天樂擔任，但是因為檔期問題最後由監製舒琪打出友情牌請出張學友以零片酬友情出演該角色[6] 。
- 導演原擬找演員車婉婉出演在電影中找人為自己生孩子的富商太太「陶家詩」，最終導演讓她出演女律師「歐錦怡」[7] 。
- 本電影由9名香港演藝學院電影電視學院碩士生擔任主創崗位[1]，同時也是他們的畢業作品[6]。周冠威是本電影的編劇和導演，其他同學負責攝影、錄音、剪接、後製等工作，是少數能夠在院線正式放映的學生作品[8]。

## 劇本改動
亦舒的原著小說《一個複雜的故事》角色人物眾多，電影版因此大量刪減，如刪去原著中有郁彰的父母與姊姊，又把小說中心理醫生與律師的戲份都合併在區律師身上，同時卻又加多了一個由葉德嫻扮演的原創角色『Gipsy』作為劇中提醒女主角之用 。劇情也和原著小說作了不少改動，如電影以一封信交待雅子的孩子長大了的情況。

## 首映
電影在2013年3月26日在第37屆香港國際電影節舉行全球首映。

## 備註
^ a.本電影的參演演員“子義”。在電影上映期間已用回自己的真實姓名“王子逸”，其後再改藝名“王紫逸” 。

## 外部連結
- 一個複雜故事的Facebook專頁
- 《一個複雜故事 （页面存档备份，存于）》在香港雅虎的電影頁面（繁體中文）
- 開眼電影網上《一個複雜故事》的資料（繁體中文）
- 香港影庫上《一個複雜故事》的資料（繁體中文）
- 时光网上《一個複雜故事》的資料（简体中文）
- 豆瓣电影上《一個複雜故事》的資料 （简体中文）
- AllMovie上《一個複雜故事》的资料（英文）
- 互联网电影数据库（IMDb）上《一個複雜故事》的资料（英文）